# Austrijski nasljedni rat
Austrijski nasljedni rat trajao je od 1740. do 1748. godine. U njemu su sudjelovale sve europske sile osim Poljsko-Litavske Unije, Portugala i Osmanskog Carstva. Rat je započeo pod izgovorom da nadvojvotkinja Marija Terezija Austrijska nema pravo naslijediti Austriju i ostale habsburške posjede zato što je žena, a žene prema salijskom zakoniku ne mogu naslijediti zemlju. U stvarnosti, spol Marije Terezije je bio samo dobar izgovor Pruske i Francuske da pokušaju poljuljati moć Austrije. Austriju su podržavale Velika Britanija i Nizozemska, tradicionalni neprijatelji Francuske, te kraljevina Sardinija i Saska. Bavarska je podržavala Francusku i Prusku. Rat je završio sporazumom iz Aachena 1748. godine, a jedina teritorijalna promjena bila je prusko preuzimanje Šlezije od Austrije.

## Rat
Fridrik II., kralj Pruske, je poslao izaslanike u Beč sa zahtjevom da mu Marija Terezija prepusti Šlezijsko vojvodstvo, mineralima bogati austrijski teritorij koji je graničio s Prusijom. Marija Terezija je odbila bez razmišljanja.:str 43. Pruska je do tada već bila zauzela Šleziju. Velika Britanija je Mariji Tereziji ponudila 12.000 vojnika u slučaju da svi mirovni pregovori propadnu.:str 43. Austrijske trupe koje su se borila protiv pruske vojske imale su 6000 vojnika, a predvodio ih je general Maximilian Ulysses Browne.:str 51.
Budući da je Austriji nedostajalo iskusnih vojnih zapovjednika, Marija Terezija je oslobodila maršala Wilhelma Reinharda von Neipperga, kojeg je njen otac bio zatvorio zbog njegove slabe izvedbe u ratu s Osmanlijama. Neipperg je preuzeo komandu nad austrijskom vojskom u ožujku. Austrijanci su pretrpjeli veliki poraz u travnju iste godine. Francuska je za to vrijeme planirala uništavanje austrijske države i podjelu njenog teritorija između Pruske, Bavarske, Saske i Španjolske.:str 56. Beč je bio u panici pošto nijedan od savjetnika Marije Terezije nije očekivao da će ih Francuska izdati. Đuro II., kralj Velike Britanije, i sam Franjo molili su Mariju Tereziju da pregovara s Pruskom, na što je ona nevoljko pristala.:str 57.-58. Britanski kralj je ponudio Głogów, Świebodzin, i Grünberg, za što Marija Terezija nije znala. Fridrik je odbio ovu ponudu i ušao u savez s Francuskom u lipnju.:str 38.
Do srpnja su propali svi pokušaji da se spriječi rat. Mauricije Saksonski je već bio prešao Rajnu i ušao u Sveto Rimsko Carstvo, a Saska je napustila Austriju i pridružila se Francuskoj.:str 75. Palatinat se udružio s Kölnom i Bavarskom, a britanski kralj Đuro II. je svoj Braunschweig-Lüneburg proglasio neutralnim.:str 37.
Marija Terezija se okrunila za ugarskog kralja 25. lipnja 1741. godine. Dana 26. listopada iste godine, bavarski vojvoda Karlo VII. Albert je osvojio Prag. i proglasio se kraljem Češke. Prodao je pruskom kralju Fridriku II. grofoviju Glatz po sniženoj cijeni u zamjenu za njegov glas pri izborima za cara, te je bio izabran za cara Svetog Rimskog Carstva 24. siječnja 1742. godine. Istog dana vojska Marije Terezije je zauzela München, carev glavni grad.:str 93. Dana 11. lipnja 1742. godine u Berlinu je potpsian sporarum koji je okončan sukob Austrije i Pruske. Francuske trupe su napustile Češku u zimu iste godine. Dana 12. svibnja 1743. godine Marija Terezija se okrunila za kraljicu Češke u Katedrali sv. Vida.:str 96.:str 84.
Planovi Francuske su se raspali kada je Karlo Albert umro u siječnju 1745. godine. Francuzi su pregazili Austrijsku Nizozemsku u svibnju, a 13. rujna Franjo Lotarinški, muž Marije Terezije, je izabran za cara Svetog Rimskog Carstva. Pruska je priznala Franju za cara, a Marija Terezija je priznala gubitak Šlezije u prosincu 1745. godine.:str 99. Rat se nastavio još tri godine, a okončan je sporazumom 1748. godine kojim je ponovno priznat austrijski gubitak Šlezije, a Marija Terezija je još morala predati Parmu.:str 100.